# HD 158485
HD 158485，又名BD+58 1731，SAO 30387、HR 6514，是一颗恒星，视星等为6.51，位于銀經87.21，銀緯33.91，其B1900.0坐标为赤經17h 24m 34.8s，赤緯+58° 33.91′ 7″。